# Genesis (album Job for a Cowboy)
Genesis - debiutanckie nagranie studyjne amerykańskiej grupy muzycznej Job for a Cowboy. Na tym albumie JFAC zagrał bardziej w stylistyce death metalu, podczas gdy Doom jest płytą w stylu deathcore'owym. Fani zespołu, którzy zamówili album jeszcze przed premierą otrzymali swoje kopie kilka dni przed oficjalną premierą (15 maja, 2007) wraz z podpisami muzyków. Do utworów "Embedded" oraz "Altered From Catechization" nagrany został teledysk.

## Lista utworów
1. "Bearing the Serpent's Lamb" – 2:40
2. "Reduced to Mere Filth" – 2:59
3. "Altered from Catechization" – 4:15
4. "Upheaval" – 2:35
5. "Embedded" – 3:36
6. "Strings of Hypocrisy" – 2:25
7. "Martyrdom Unsealed" – 2:36
8. "Blasphemy" – 1:42
9. "The Divine Falsehood" – 4:24
10. "Coalescing Prophecy" – 3:26

## Twórcy
- Jonny Davy – wokal
- Bobby Thompson – gitara elektryczna
- Ravi Bhadriraju – gitara elektryczna
- Brent Riggs – gitara basowa
- Elliott Sellers – perkusja
- Cory Spotts – inżynier nagraniowy
- Dennis Sibeijn – okładka oraz książeczka